# Fontana del Peschiera
Fontana del Peschiera är en fontän på Piazzale degli Eroi i Quartiere Trionfale i nordvästra Rom. Fontänen invigdes år 1949 och förses med vatten från Acqua Marcia.

## Beskrivning
Fontänen uppfördes inför Jubelåret 1950 av Acea (Azienda Comunale Energia e Ambiente) och invigdes den 15 oktober 1949 av Italiens president Luigi Einaudi. Fontänen består av flera på varandra stående brunnskar: cirkulära, konvexa och konkava.

## Bilder
| - Piazzale degli Eroi med fontänen. |

### Webbkällor
- ”Mostra dell’Acquedotto del Peschiera in piazzale degli Eroi” (på italienska). Sovrintendenza Capitolina ai Beni Culturali. Arkiverad från originalet den 31 augusti 2021. https://archive.md/PCpF1. Läst 31 augusti 2021.
- ”Mostra dell'Acquedotto del Pescheria” (på italienska). info.roma.it. Arkiverad från originalet den 31 augusti 2021. https://archive.md/QXNK4. Läst 31 augusti 2021.